# Carlo Occhiena
Carlo Occhiena (Torino, 24 settembre 1972) è un ex velocista italiano.

## Biografia
Nel 1989 si classificò sesto nei 200 metri piani ai campionati europei juniores e quinto nella staffetta 4×400 metri. Nel 1990 conquistò il suo primo titolo nazionale assoluto, laureandosi campione italiano dei 200 metri piani indoor. Conquistò lo stesso titolo altre tre volte, nel 1993, 1998 e 1999. Anche all'aperto fu due volte campione italiano: nei 200 metri piani nel 1998 e nella staffetta 4×100 metri nel 1994.
Nel 1995 fu medaglia di bronzo nella staffetta 4×100 metri alle Universiadi di Fukuoka.

## Record nazionali

### Allievi
- 200 metri piani: 21"7 m ( Torino, 5 febbraio 1989)

## Progressione

### 100 metri piani
| Stagione | Tempo | Luogo      | Data      | Rank. Mond. |
| -------- | ----- | ---------- | --------- | ----------- |
| 2000     | 10"71 | Torino     | 16-5-2000 |             |
| 1999     | 10"77 | Milano     | 9-6-1999  |             |
| 1998     | 10"60 | San Marino | 18-7-1998 |             |
| 1997     | 10"31 | Milano     | 4-7-1997  |             |
| 1993     | 10"29 | Budapest   | 29-5-1993 |             |

### 200 metri piani
| Stagione | Tempo | Luogo             | Data      | Rank. Mond. |
| -------- | ----- | ----------------- | --------- | ----------- |
| 2000     | 21"34 | Torino            | 10-6-2000 |             |
| 1999     | 21"32 | Piovene Rocchette | 6-6-1999  |             |
| 1998     | 20"95 | Roma              | 10-7-1998 |             |
| 1997     | 20"57 | Roma              | 28-5-1997 |             |
| 1996     | 21"36 | Roma              | 5-6-1996  |             |
| 1995     | 20"81 | Livorno           | 18-6-1995 |             |
| 1994     | 20"92 | Sestriere         | 31-7-1994 |             |
| 1993     | 20"60 | Rieti             | 5-9-1993  |             |
| 1991     | 21"70 | Salonicco         | 10-8-1991 |             |
| 1989     | 21"41 | Varaždin          | 26-8-1989 |             |

## Palmarès
| Anno | Manifestazione   | Sede      | Evento      | Risultato        | Prestazione | Note |
| ---- | ---------------- | --------- | ----------- | ---------------- | ----------- | ---- |
| 1989 | Europei juniores | Varaždin  | 200 m piani | 6º               | 21"57       |      |
| 1989 | Europei juniores | Varaždin  | 4×400 m     | 5º               | 3'11"86     |      |
| 1990 | Europei indoor   | Glasgow   | 200 m piani | Semifinale       | 21"62       |      |
| 1991 | Europei juniores | Salonicco | 200 m piani | Semifinale       | 21"70       |      |
| 1991 | Europei juniores | Salonicco | 4×100 m     | 5º               | 40"67       |      |
| 1993 | Mondiali         | Stoccarda | 4×100 m     | Semifinale       | dq          |      |
| 1994 | Europei          | Helsinki  | 200 m piani | Quarti di finale | 21"56       |      |
| 1995 | Universiadi      | Fukuoka   | 200 m piani | Batteria         | dns         |      |
| 1995 | Universiadi      | Fukuoka   | 4×100 metri | Bronzo           | 39"64       |      |
| 1997 | Mondiali         | Atene     | 200 m piani | Quarti di finale | 21"14       |      |
| 1997 | Mondiali         | Atene     | 4×100 m     | Semifinale       | 28"77       |      |

## Campionati nazionali
- 1 volta campione italiano assoluto dei 200 metri piani (1998)
- 1 volta campione italiano assoluto della staffetta 4×100 metri (1994)
- 4 volte campione italiano assoluto dei 200 metri piani indoor (1990, 1993, 1998, 1999)

1990
- Oro ai campionati italiani assoluti indoor, 200 m piani - 20"99

1993
- Oro ai campionati italiani assoluti indoor, 200 m piani - 21"19

1994
- Oro ai campionati italiani assoluti, 4×100 m - 39"81

1997
- Argento ai campionati italiani assoluti, 100 m piani - 10"31
- Argento ai campionati italiani assoluti, 200 m piani - 20"75

1998
- Oro ai campionati italiani assoluti indoor, 200 m piani - 21"11
- Oro ai campionati italiani assoluti, 200 m piani - 20"95

1999
- Oro ai campionati italiani assoluti indoor, 200 m piani - 21"32
- Eliminato in batteria ai campionati italiani assoluti, 200 m piani - 21"32

## Altre competizioni internazionali
1993
- 6º al Golden Gala ( Roma), 200 m piani - 21"09

1994
- Bronzo al Golden Gala ( Roma), 200 m piani - 21"18

1995
- 9º al Golden Gala ( Roma), 200 m piani - 20"88

1996
- 9º al Golden Gala ( Roma), 200 m piani - 21"36

1997
- 8º al Golden Gala ( Roma), 200 m piani - 21"00